# Horror w Arkham
Horror w Arkham – kooperacyjna gra planszowa, zaprojektowana przez Richarda Launiusa oraz Kevina Wilsona. Wydana po raz pierwszy w roku 1987 przez Chaosium. Nowa edycja pojawiła się w 2005 roku i została wznowiona w 2007 przez Fantasy Flight Games. W Polsce dostępna w sprzedaży od 2009 roku dzięki wydawnictwu Galakta. Przeznaczona dla 1–8 graczy powyżej 12 roku życia. Czas rozgrywki trwa od 2 do 6 godzin.

## Fabuła i rozgrywka
Akcja gry rozgrywa się w fikcyjnym mieście Arkham wykreowanym przez H.P. Lovecrafta. Gracze reprezentowani są przez postacie posiadające własne niepowtarzalne cechy, umiejętności specjalne oraz historię. Ich zadaniem jest zamknięcie bram strzeżonych przez potwory (pojawiające się m.in. w mitologii Cthulhu) w określonym czasie, powstrzymując tym samym obudzenie Wielkich Przedwiecznych, z którym mogą w ostateczności walczyć. Gracze wspomagają się zdobytymi broniami, przedmiotami, zaklęciami oraz przyjaciółmi wykonując w trakcie rozgrywki misje mające wpływ na to, co aktualnie dzieje się na planszy (np. ruch potworów, zamknięte sklepy, poziom paniki).

## Dodatki
Wydawnictwo Fantasy Flight Games przygotowało 8 dodatków, które wzbogacają grę oraz edycję poprawioną pierwszego dodatku:
- Curse of the Dark Pharaoh (2006)
- Dunwich Horror (2006, wznowiony w 2011)
- The King in Yellow (2007)
- Kingsport Horror (2008)
- Black Goat of the Woods (2008)
- Innsmouth Horror (2009)
- The Lurker at the Threshold (2010)
- Miskatonic Horror (2011)
- Curse of the Dark Pharaoh: Revised Edition (2011)

W Polsce Galakta opublikowała
- Horror w Arkham: Klątwa Czarnego Faraona (2010)
- Horror w Arkham: Król w Żółci (2012)
- Horror w Arkham: Koszmar z Dunwich (2012)
- Horror w Arkham: Widmo nad Innsmouth (2013)
- Horror w Arkham: Mgły nad Kingsport (2013)
- Horror w Arkham: Uniwersytet Miskatonic (2014)
- Horror w Arkham: Czarna Koza z Lasu (2015)
- Horror w Arkham: Czyhający w Progu (2015)
- Horror w Arkham: Klątwa Czarnego Faraona - Edycja poprawiona (2016)